# NHL Entry Draft 2003
L'NHL Entry Draft 2003 è stato il 41º draft della National Hockey League. Si è tenuto il 21 ed il 22 giugno 2003 presso il Gaylord Entertainment Center di Nashville.
L'NHL Entry Draft del 2003 si rivelò essere uno dei più ricchi di talento della storia, accostato anche all'edizione del 1979. Tutti i giocatori selezionati al primo giro hanno esordito in NHL, l'ultimo dei quali solo nel 2011, e in particolare ventotto giocatori su trenta hanno giocato nella lega nordamericana almeno per cinque stagioni. Anche nei giri successivi furono selezionati diversi atleti divenuti in seguito NHL All-Star Team o che hanno preso parte all'NHL All-Star Game. Per la terza volta nella storia la prima scelta assoluta fu quella di un portiere. Era dal 1993 che le prime tre scelte non erano di nazionalità canadese.
I Pittsburgh Penguins selezionarono il portiere canadese Marc-André Fleury dai Cape Breton Screaming Eagles, i Carolina Hurricanes invece come seconda scelta puntarono sul centro canadese Eric Staal, proveniente dai Peterborough Petes, mentre i Florida Panthers scelsero in terza posizione l'ala destra canadese Nathan Horton dei Oshawa Generals. Fra i 292 giocatori selezionati 176 erano attaccanti, 87 erano difensori mentre 29 erano portieri. Dei giocatori scelti 130 giocarono in NHL.

## Migliori prospetti
Dati elaborati dal NHL Central Scouting Bureau.
| Posizione | Giocatori nordamericani | Giocatori europei        |
| --------- | ----------------------- | ------------------------ |
| 1         | Eric Staal (C)          | Nikolaj Žerdev (AD)      |
| 2         | Dustin Brown (AD)       | Milan Michálek (AS)      |
| 3         | Thomas Vanek (AS)       | Andrėj Kascicyn (AD)     |
| 4         | Nathan Horton (C)       | Dmitrij Černych (AD)     |
| 5         | Ryan Getzlaf (C)        | Konstantin Glazačev (AS) |
| 6         | Braydon Coburn (D)      | Igor' Mirnov (C)         |
| 7         | Ryan Suter (D)          | Grigorij Šafigulin (C)   |
| 8         | Dion Phaneuf (D)        | Evgenij Tunik (C)        |
| 9         | Zach Parise (C)         | Robert Nilsson (AD)      |
| 10        | Dan Fritsche (C)        | Michal Barinka (D)       |

| Posizione | Portieri nordamericani | Portieri europei   |
| --------- | ---------------------- | ------------------ |
| 1         | Marc-André Fleury      | Konstantin Barulin |
| 2         | Jimmy Howard           | Teemu Lassila      |
| 3         | Ryan Munce             | Patrick Ehelechner |

## Turni
|  | = NHL All-Star |  |  | = NHL All-Star e NHL All-Star Team |  |

Legenda delle posizioni

A = Attaccante   AD = Ala destra   AS = Ala sinistra   C = Centro   D = Difensore   P = Portiere

### Primo giro
| #  | Giocatore                | Nazionalità | Squadra NHL                                   | Squadra di provenienza                        |
| -- | ------------------------ | ----------- | --------------------------------------------- | --------------------------------------------- |
| 1  | Marc-André Fleury (P)    | Canada      | Pittsburgh Penguins (da Florida)              | CB Screaming Eagles (QMJHL)                   |
| 2  | Eric Staal (C)           | Canada      | Carolina Hurricanes                           | Peterborough Petes (OHL)                      |
| 3  | Nathan Horton (AD)       | Canada      | Florida Panthers (da Pittsburgh)              | Oshawa Generals (OHL)                         |
| 4  | Nikolaj Žerdev (AD)      | Russia      | Columbus Blue Jackets                         | CSKA Mosca (RSL)                              |
| 5  | Thomas Vanek (AS)        | Austria     | Buffalo Sabres                                | Minnesota Gophers (WCHA)                      |
| 6  | Milan Michálek (AS)      | Rep. Ceca   | San Jose Sharks                               | České Budějovice (Extraliga)                  |
| 7  | Ryan Suter (D)           | Stati Uniti | Nashville Predators                           | USA Hockey NTDP (NAHL)                        |
| 8  | Braydon Coburn (D)       | Canada      | Atlanta Thrashers                             | Portland Winterhawks (WHL)                    |
| 9  | Dion Phaneuf (D)         | Canada      | Calgary Flames                                | Red Deer Rebels (WHL)                         |
| 10 | Andrėj Kascicyn (AD)     | Bielorussia | Montreal Canadiens                            | CSKA Mosca (RSL)                              |
| 11 | Jeff Carter (C)          | Canada      | Philadelphia Flyers (da Phoenix)              | S.S. Marie Greyhounds (OHL)                   |
| 12 | Hugh Jessiman (AD)       | Stati Uniti | New York Rangers                              | Dartmouth Big Green (ECAC)                    |
| 13 | Dustin Brown (AD)        | Stati Uniti | Los Angeles Kings                             | Guelph Storm (OHL)                            |
| 14 | Brent Seabrook (D)       | Canada      | Chicago Blackhawks                            | Lethbridge Hurricanes (WHL)                   |
| 15 | Robert Nilsson (AD)      | Svezia      | New York Islanders                            | Leksand (Elitserien)                          |
| 16 | Steve Bernier (AD)       | Canada      | San Jose Sharks (da Boston)                   | Moncton Wildcats (QMJHL)                      |
| 17 | Zach Parise (C)          | Stati Uniti | New Jersey Devils (da Edmonton)               | ND Fighting Hawks (WCHA)                      |
| 18 | Eric Fehr (AD)           | Canada      | Washington Capitals                           | Brandon Wheat Kings (WHL)                     |
| 19 | Ryan Getzlaf (C)         | Canada      | Mighty Ducks of Anaheim                       | Calgary Hitmen (WHL)                          |
| 20 | Brent Burns (AD)         | Canada      | Minnesota Wild                                | Brampton Battalion (OHL)                      |
| 21 | Mark Stuart (D)          | Stati Uniti | Boston Bruins (da Toronto via San Jose)       | Colorado C. Tigers (WCHA)                     |
| 22 | Marc-Antoine Pouliot (C) | Canada      | Edmonton Oilers (da St. Louis via New Jersey) | Rimouski Océanic (QMJHL)                      |
| 23 | Ryan Kesler (C)          | Stati Uniti | Vancouver Canucks                             | Ohio State Buckeyes (CCHA)                    |
| 24 | Mike Richards (C)        | Canada      | Philadelphia Flyers                           | Kitchener Rangers (OHL)                       |
| 25 | Anthony Stewart (AD)     | Canada      | Florida Panthers (da Tampa Bay)               | Kingston Frontenacs (OHL)                     |
| 26 | Brian Boyle (C)          | Stati Uniti | Los Angeles Kings (da Colorado)               | Saint Sebastian's School (USHS-Massachusetts) |
| 27 | Jeff Tambellini (AS)     | Canada      | Los Angeles Kings (da Detroit)                | Michigan Wolverines (CCHA)                    |
| 28 | Corey Perry (AD)         | Canada      | Mighty Ducks of Anaheim (da Dallas)           | London Knights (OHL)                          |
| 29 | Patrick Eaves (AD)       | Stati Uniti | Ottawa Senators                               | Boston College Eagles (Hockey East)           |
| 30 | Shawn Belle (D)          | Canada      | St. Louis Blues (da New Jersey)               | Tri-City Americans (WHL)                      |

### Secondo giro
| #  | Giocatore                 | Nazionalità | Squadra NHL                                     | Squadra di provenienza                |
| -- | ------------------------- | ----------- | ----------------------------------------------- | ------------------------------------- |
| 31 | Danny Richmond (AD)       | Stati Uniti | Carolina Hurricanes                             | Michigan Wolverines (CCHA)            |
| 32 | Ryan Stone (C)            | Canada      | Pittsburgh Penguins                             | Brandon Wheat Kings (WHL)             |
| 33 | Loui Eriksson (AS)        | Svezia      | Dallas Stars (da Columbus)                      | Västra Frölunda HC (Elitserien)       |
| 34 | Mike Egener (D)           | Canada      | Tampa Bay Lightning (da Florida)                | Calgary Hitmen (WHL)                  |
| 35 | Konstantin Glazačev (AS)  | Russia      | Nashville Predators (da Buffalo)                | Lok. Jaroslavl’ (RSL)                 |
| 36 | Vojtěch Polák (AD)        | Rep. Ceca   | Dallas Stars (da San Jose via Anaheim)          | Energie Karlovy Vary (Extraliga)      |
| 37 | Kevin Klein (D)           | Canada      | Nashville Predators                             | St. Michael's Majors (OHL)            |
| 38 | Kamil Kreps (C)           | Rep. Ceca   | Florida Panthers (da Atlanta)                   | Brampton Battalion (OHL)              |
| 39 | Tim Ramholt (D)           | Svizzera    | Calgary Flames                                  | ZSC Lions (LNA)                       |
| 40 | Cory Urquhart (C)         | Canada      | Montreal Canadiens                              | P.E.I. Rocket (QMJHL)                 |
| 41 | Matt Smaby (D)            | Stati Uniti | Tampa Bay Lightning (da Phoenix via Florida)    | Shattuck-St. Mary's (USHS-Minnesota)  |
| 42 | Petr Vrána (AS)           | Rep. Ceca   | New Jersey Devils                               | Halifax Mooseheads (QMJHL)            |
| 43 | Josh Hennessy (C)         | Stati Uniti | San Jose Sharks (da NY Rangers)                 | Québec Remparts (QMJHL)               |
| 44 | Konstantin Puškarëv (AS)  | Kazakistan  | Los Angeles Kings                               | Kazcink-Torpedo (Kazakistan)          |
| 45 | Patrice Bergeron (C)      | Canada      | Boston Bruins                                   | Acadie-Bathurst Titan (QMJHL)         |
| 46 | Dan Fritsche (C)          | Stati Uniti | Columbus Blue Jackets (da Chicago)              | Sarnia Sting (OHL)                    |
| 47 | Matt Carle (D)            | Stati Uniti | San Jose Sharks (da Calgary)                    | River City Lancers (USHL)             |
| 48 | Dmitrij Černych (AD)      | Russia      | New York Islanders                              | Chimik Mytišči (RSL)                  |
| 49 | Shea Weber (D)            | Canada      | Nashville Predators                             | Kelowna Rockets (WHL)                 |
| 50 | Ivan Baranka (D)          | Slovacchia  | New York Rangers (da Boston via San Jose)       | MHK Dubnica (Extraliga)               |
| 51 | Colin McDonald (AD)       | Stati Uniti | Edmonton Oilers                                 | New England Jr. Huskies (EJHL)        |
| 52 | Corey Crawford (P)        | Canada      | Chicago Blackhawks                              | Moncton Wildcats (QMJHL)              |
| 53 | Evgenij Tunik (C)         | Russia      | New York Islanders (da Washington via Edmonton) | Kristall Elektrostal (RSL)            |
| 54 | B. J. Crombeen (AD)       | Stati Uniti | Dallas Stars (da Anaheim)                       | Barrie Colts (OHL)                    |
| 55 | Stefan Meyer (AS)         | Canada      | Florida Panthers (da Pittsburgh)                | Medicine Hat Tigers (WHL)             |
| 56 | Patrick O'Sullivan (C)    | Stati Uniti | Minnesota Wild                                  | Mississauga IceDogs (OHL)             |
| 57 | John Doherty (D)          | Stati Uniti | Toronto Maple Leafs                             | Phillips Academy (USHS-Massachusetts) |
| 58 | Jeremy Colliton (C)       | Canada      | New York Islanders (da St. Louis)               | Prince Albert Raiders (WHL)           |
| 59 | Michal Barinka (D)        | Rep. Ceca   | Chicago Blackhawks                              | České Budějovice (Extraliga)          |
| 60 | Marc-André Bernier (P)    | Canada      | Vancouver Canucks                               | Halifax Mooseheads (QMJHL)            |
| 61 | Maxim Lapierre (C)        | Canada      | Montreal Canadiens (da Philadelphia)            | P.E.I. Rocket (QMJHL)                 |
| 62 | David Backes (AD)         | Stati Uniti | St. Louis Blues (da Tampa Bay)                  | Lincoln Stars (USHL)                  |
| 63 | David Liffiton (D)        | Canada      | Colorado Avalanche                              | Plymouth Whalers (OHL)                |
| 64 | Jimmy Howard (P)          | Stati Uniti | Detroit Red Wings                               | Maine Black Bears (Hockey East)       |
| 65 | Branislav Fabry (AD)      | Slovacchia  | Buffalo Sabres (da Dallas)                      | Slovan Bratislava (Extraliga)         |
| 66 | Masi Marjamäki (AS)       | Finlandia   | Boston Bruins (da San Jose)                     | Red Deer Rebels (WHL)                 |
| 67 | Igor' Mirnov (C)          | Russia      | Ottawa Senators                                 | Dinamo Mosca (RSL)                    |
| 68 | Jean-François Jacques (C) | Canada      | Edmonton Oilers (da New Jersey)                 | Baie-Comeau Drakkar (QMJHL)           |

### Terzo giro
| #   | Giocatore                | Nazionalità | Squadra NHL                                   | Squadra di provenienza                        |
| --- | ------------------------ | ----------- | --------------------------------------------- | --------------------------------------------- |
| 69  | Colin Fraser (C)         | Canada      | Philadelphia Flyers (da Carolina)             | Red Deer Rebels (WHL)                         |
| 70  | Jonathan Filewich (AD)   | Canada      | Pittsburgh Penguins                           | Prince George Cougars (WHL)                   |
| 71  | Dmitrij Kosmačëv (AD)    | Russia      | Columbus Blue Jackets                         | CSKA Mosca (RSL)                              |
| 72  | Michail Žukov (AD)       | Stati Uniti | Edmonton Oilers                               | Arboga (Elitserien)                           |
| 73  | Daniel Carcillo (AS)     | Canada      | Pittsburgh Penguins (da Florida)              | Sarnia Sting (OHL)                            |
| 74  | Clarke MacArthur (AS)    | Canada      | Buffalo Sabres                                | Medicine Hat Tigers (WHL)                     |
| 75  | Ken Roche (C)            | Stati Uniti | New York Rangers (da San Jose))               | Saint Sebastian's School (USHS-Massachusetts) |
| 76  | Richard Stehlík (D)      | Slovacchia  | Nashville Predators                           | Sherbrooke Castors (QMJHL)                    |
| 77  | Tyler Redenbach (AS)     | Canada      | Phoenix Coyotes (da Atlanta via Philadelphia  | Swift Current Broncos (WHL)                   |
| 78  | Danny Irmen (C)          | Stati Uniti | Minnesota Wild (da Calgary via Toronto)       | Lincoln Stars (USHL)                          |
| 79  | Ryan O'Byrne (D)         | Canada      | Montreal Canadiens                            | Cornell Big Red (ECAC)                        |
| 80  | Dmitrij Pestunov (C)     | Russia      | Phoenix Coyotes (da Phoenix via Vancouver)    | Magnitogorsk (RSL)                            |
| 81  | Štefan Ružička (AD)      | Slovacchia  | Philadelphia Flyers (da NY Rangers)           | Nitra (Extraliga)                             |
| 82  | Ryan Munce (P)           | Canada      | Los Angeles Kings                             | Sarnia Sting (OHL)                            |
| 83  | Stephen Werner (AD)      | Stati Uniti | Washington Capitals (da Chicago)              | UMass Minutemen (Hockey East)                 |
| 84  | Konstantin Barulin (P)   | Russia      | St. Louis Blues (da NY Islanders)             | Rubin Tjumen (RSL)                            |
| 85  | Alexandre Picard (D)     | Canada      | Philadelphia Flyers                           | Halifax Mooseheads (QMJHL)                    |
| 86  | Shane Hynes (AD)         | Canada      | Mighty Ducks of Anaheim (da Boston)           | Cornell Big Red (ECAC)                        |
| 87  | Ryan Potulny (C)         | Stati Uniti | Philadelphia Flyers (da Edmonton)             | Lincoln Stars (USHL)                          |
| 88  | Zack Fitzgerald (D)      | Stati Uniti | St. Louis Blues                               | Seattle Thunderbirds (WHL)                    |
| 89  | Paul Brown (AD)          | Canada      | Nashville Predators (da Washington)           | Kamloops Blazers (WHL)                        |
| 90  | Juha Alén (D)            | Finlandia   | Mighty Ducks of Anaheim                       | Northern Michigan Wildcats (CCHA)             |
| 91  | Martin Šagát (AS)        | Slovacchia  | Toronto Maple Leafs (da Minnesota)            | Dukla Trenčín (Extraliga)                     |
| 92  | Alexander Sulzer (D)     | Germania    | Nashville Predators (da Toronto)              | Hamburg Freezers (DEL)                        |
| 93  | Ivan Chomutov (C)        | Russia      | New Jersey Devils (da St. Louis)              | Kristall Elektrostal (RSL)                    |
| 94  | Zack Stortini (AD)       | Canada      | Edmonton Oilers (da Vancouver via Washington) | Sudbury Wolves (OHL)                          |
| 95  | Rick Kozak (AD)          | Canada      | Philadelphia Flyers                           | Brandon Wheat Kings (WHL)                     |
| 96  | Jonathan Boutin (P)      | Canada      | Tampa Bay Lightning                           | Halifax Mooseheads (QMJHL)                    |
| 97  | Ryan Donally (AS)        | Canada      | Calgary Flames (da Colorado via San Jose)     | Windsor Spitfires (OHL)                       |
| 98  | Grigorij Šafigulin (C)   | Russia      | Nashville Predators (da Detroit)              | Lok. Jaroslavl’ (RSL)                         |
| 99  | Matt Nickerson (D)       | Stati Uniti | Dallas Stars                                  | Texas Tornado (NAHL)                          |
| 100 | Philippe Seydoux (D)     | Svizzera    | Ottawa Senators                               | Kloten Flyers (LNA)                           |
| 101 | Kanstanzin Zacharaŭ (AD) | Bielorussia | St. Louis Blues (da New Jersey)               | Junost Minsk (BXL)                            |

### Quarto giro
| #   | Giocatore               | Nazionalità | Squadra NHL                                        | Squadra di provenienza          |
| --- | ----------------------- | ----------- | -------------------------------------------------- | ------------------------------- |
| 102 | Aaron Dawson (D)        | Stati Uniti | Carolina Hurricanes                                | Peterborough Petes (OHL)        |
| 103 | Kevin Jarman (AS)       | Canada      | Columbus Blue Jackets (da Pittsburgh)              | Stouffville Spirit (OJHL)       |
| 104 | Philippe Dupuis (C)     | Canada      | Columbus Blue Jackets                              | Hull Olympiques (QMJHL)         |
| 105 | Martin Lojek (D)        | Rep. Ceca   | Florida Panthers                                   | Brampton Battalion (OHL)        |
| 106 | Jan Hejda (D)           | Rep. Ceca   | Buffalo Sabres                                     | Slavia Praga (Extraliga)        |
| 107 | Byron Bitz (AD)         | Canada      | Boston Bruins (da San Jose Sharks)                 | Nanaimo Clippers (BCHL)         |
| 108 | Kevin Romy (AD)         | Svizzera    | Philadelphia Flyers                                | Ginevra-Servette (LNA)          |
| 109 | Andreas Valdix (C)      | Svezia      | Washington Capitals (da Nashville via Montreal)    | Malmö (Elitserien)              |
| 110 | Jimmy Sharrow (D)       | Stati Uniti | Atlanta Thrashers                                  | Halifax Mooseheads (QMJHL)      |
| 111 | Brandon Nolan (AS)      | Canada      | Vancouver Canucks                                  | Oshawa Generals (OHL)           |
| 112 | Jamie Tardif (AD)       | Canada      | Calgary Flames                                     | Peterborough Petes (OHL)        |
| 113 | Corey Locke (C)         | Canada      | Montreal Canadiens                                 | Ottawa 67's (OHL)               |
| 114 | Denis Ežov (D)          | Russia      | Buffalo Sabres                                     | Lada Togliatti (RSL)            |
| 115 | Liam Lindström (C)      | Svezia      | Phoenix Coyotes                                    | Mora (Elitserien)               |
| 116 | Guillaume Desbiens (AD) | Canada      | Atlanta Thrashers (da NY Rangers via Florida)      | R-N Huskies (QMJHL)             |
| 117 | Teemu Lassila (P)       | Finlandia   | Nashville Predators (da Los Angeles)               | TPS (SM-liiga)                  |
| 118 | Frank Rediker (D)       | Stati Uniti | Boston Bruins                                      | Windsor Spitfires (OHL)         |
| 119 | Nathan Saunders (D)     | Canada      | Mighty Ducks of Anaheim (da Chicago via Nashville) | Moncton Wildcats (QMJHL)        |
| 120 | Stefan Blaho (AD)       | Slovacchia  | New York Islanders                                 | Dukla Trenčín (Extraliga)       |
| 121 | Paul Bissonnette (D)    | Canada      | Pittsburgh Penguins (da Boston)                    | Saginaw Spirit (OHL)            |
| 122 | Corey Potter (D)        | Stati Uniti | New York Rangers (da Edmonton)                     | Michigan St. Spartans (CCHA)    |
| 123 | Danny Stewart (AS)      | Canada      | Montreal Canadiens (da Washington)                 | Rimouski Océanic (QMJHL)        |
| 124 | James Pemberton (D)     | Stati Uniti | Florida Panthers (da Anaheim)                      | Providence Friars (Hockey East) |
| 125 | Konstantin Volkov (AD)  | Russia      | Toronto Maple Leafs (da Minnesota)                 | Dinamo Mosca (RSL)              |
| 126 | Kevin Nastiuk (P)       | Canada      | Carolina Hurricanes (da Toronto)                   | Medicine Hat Tigers (WHL)       |
| 127 | Alexandre Bolduc (C)    | Canada      | St. Louis Blues                                    | R-N Huskies (QMJHL)             |
| 128 | Ty Morris (AS)          | Canada      | Vancouver Canucks                                  | St. Albert Saints (AJHL)        |
| 129 | Patrik Valčák (A)       | Rep. Ceca   | Boston Bruins (da Philadelphia via Los Angeles)    | Vítkovice Steel (Extraliga)     |
| 130 | Matěj Trojovský (D)     | Rep. Ceca   | Carolina Hurricanes (da Tampa Bay)                 | Regina Pats (WHL)               |
| 131 | David Švagrovský (AD)   | Rep. Ceca   | Colorado Avalanche                                 | Seattle Thunderbirds (WHL)      |
| 132 | Kyle Quincey (D)        | Canada      | Detroit Red Wings                                  | Mississauga IceDogs (OHL)       |
| 133 | Rustam Sidikov (P)      | Russia      | Nashville Predators                                | CSKA Mosca (RSL)                |
| 134 | Aleksandr Naurov (AD)   | Russia      | Dallas Stars                                       | Lok. Jaroslavl’ (RSL)           |
| 135 | Mattias Karlsson (D)    | Svezia      | Ottawa Senators                                    | Brynäs (Elitserien)             |
| 136 | Michael Vannelli (D)    | Stati Uniti | Atlanta Thrashers (da New Jersey)                  | Sioux Falls Stampede (USHL)     |

### Quinto giro
| #   | Giocatore               | Nazionalità | Squadra NHL                                            | Squadra di provenienza                 |
| --- | ----------------------- | ----------- | ------------------------------------------------------ | -------------------------------------- |
| 137 | Tyson Strachan (D)      | Canada      | Carolina Hurricanes                                    | Vernon Vipers (BCHL)                   |
| 138 | Arsi Piispanen (AD)     | Finlandia   | Columbus Blue Jackets (da Carolina)                    | Jokerit (SM-liiga)                     |
| 139 | Patrick Ehelechner (P)  | Germania    | San Jose Sharks (da Pittsburgh)                        | Hannover Scorpions (DEL)               |
| 140 | David Tremblay (P)      | Canada      | Philadelphia Flyers (da Columbus)                      | Hull Olympiques (QMJHL)                |
| 141 | Dan Travis (AD)         | Stati Uniti | Florida Panthers                                       | Deerfield Academy (USHS-Massachusetts) |
| 142 | Tim Cook (D)            | Stati Uniti | Ottawa Senators (da Buffalo)                           | River City Lancers (USHL)              |
| 143 | Greg Moore (AD)         | Stati Uniti | Calgary Flames (da San Jose)                           | Maine Black Bears (Hockey East)        |
| 144 | Eero Kilpeläinen (P)    | Finlandia   | Dallas Stars (da Nashville)                            | KalPa (SM-liiga)                       |
| 145 | Brett Sterling (AS)     | Stati Uniti | Atlanta Thrashers                                      | Colorado C. Tigers (WCHA)              |
| 146 | Mark McCutcheon (C)     | Stati Uniti | Colorado Avalanche (da Calgary)                        | New England Falcons (EJHL)             |
| 147 | Kalle Olsson (AD)       | Svezia      | Edmonton Oilers (da Montreal)                          | Västra Frölunda HC (Elitserien)        |
| 148 | Lee Stempniak (AD)      | Stati Uniti | St. Louis Blues (da Phoenix)                           | Dartmouth Big Green (ECAC)             |
| 149 | Nigel Dawes (AS)        | Canada      | New York Rangers                                       | Kootenay Ice (WHL)                     |
| 150 | Thomas Morrow (D)       | Stati Uniti | Buffalo Sabres (da Los Angeles)                        | Des Moines Buccaneers (USHL)           |
| 151 | Lasse Kukkonen (D)      | Finlandia   | Chicago Blackhawks                                     | Oulun Kärpät (SM-liiga)                |
| 152 | Brady Murray (C)        | Canada      | Los Angeles Kings (da NY Islanders via Florida)        | Salmon Arm Silverbacks (BCHL)          |
| 153 | Mike Brown (P)          | Stati Uniti | Boston Bruins                                          | Saginaw Spirit (OHL)                   |
| 154 | David Rohlfs (AD)       | Stati Uniti | Edmonton Oilers                                        | Compuware Ambassadors (NAHL)           |
| 155 | Josh Robertson (C)      | Stati Uniti | Washington Capitals                                    | Proctor Academy (USHS-Minnesota)       |
| 156 | Aleksej Ivanov (C)      | Russia      | Chicago Blackhawks (da Anaheim)                        | Lok. Jaroslavl’ (RSL)                  |
| 157 | Marcin Kolusz (C)       | Polonia     | Minnesota Wild                                         | Podhale Nowy Targ (Polonia)            |
| 158 | John Mitchell (C)       | Canada      | Toronto Maple Leafs                                    | Plymouth Whalers (OHL)                 |
| 159 | Chris Beckford-Tseu (P) | Canada      | St. Louis Blues                                        | Oshawa Generals (OHL)                  |
| 160 | Nicklas Danielsson (AD) | Svezia      | Vancouver Canucks                                      | Brynäs (SM-liiga)                      |
| 161 | Evgenij Isakov (C)      | Russia      | Pittsburgh Penguins (da Philadelphia via NY Islanders) | Severstal’ (RSL)                       |
| 162 | Martin Tůma (D)         | Rep. Ceca   | Florida Panthers (da Tampa Bay)                        | Litvínov (Extraliga)                   |
| 163 | Brad Richardson (C)     | Canada      | Colorado Avalanche (da Colorado via San Jose)          | Owen Sound Attack (OHL)                |
| 164 | Ryan Oulahen (C)        | Canada      | Detroit Red Wings                                      | Brampton Battalion (OHL)               |
| 165 | Gino Guyer (C)          | Stati Uniti | Dallas Stars                                           | Minnesota Gophers (WCHA)               |
| 166 | Sergej Gimaev (D)       | Russia      | Ottawa Senators                                        | Severstal’ (RSL)                       |
| 167 | Zach Tarkir (D)         | Stati Uniti | New Jersey Devils                                      | Chilliwack Chiefs (BCHL)               |

### Sesto giro
| #   | Giocatore                      | Nazionalità | Squadra NHL                                    | Squadra di provenienza         |
| --- | ------------------------------ | ----------- | ---------------------------------------------- | ------------------------------ |
| 168 | Marc Methot (D)                | Canada      | Columbus Blue Jackets (da Carolina)            | London Knights (OHL)           |
| 169 | Lukáš Bolf (D)                 | Rep. Ceca   | Pittsburgh Penguins                            | Sparta Praga (Extraliga)       |
| 170 | Andreas Sundin (AS)            | Svezia      | Detroit Red Wings (da Columbus)                | Linköping (Elitserien)         |
| 171 | Denis Stasjuk (C)              | Russia      | Florida Panthers                               | Metallurg Novok. (RSL)         |
| 172 | Pavel Vorošnin (D)             | Russia      | Buffalo Sabres                                 | Mississauga IceDogs (OHL)      |
| 173 | Tyler Johnson (C)              | Canada      | Calgary Flames (da San Jose)                   | Moose Jaw Warriors (WHL)       |
| 174 | Esa Pirnes (C)                 | Finlandia   | Los Angeles Kings (da Nashville)               | Tappara (SM-liiga)             |
| 175 | Mike Hamilton (AS)             | Canada      | Atlanta Thrashers                              | Merritt Centennials (BCHL)     |
| 176 | Ivan Dornič (C)                | Slovacchia  | New York Rangers (da Calgary)                  | Slovan Bratislava (Extraliga)  |
| 177 | Christopher Heino-Lindberg (P) | Svezia      | Montreal Canadiens                             | Hammarby (Elitserien)          |
| 178 | Ryan Gibbons (AD)              | Canada      | Phoenix Coyotes                                | Seattle Thunderbirds (WHL)     |
| 179 | Philippe Furrer (D)            | Svizzera    | New York Rangers (da NY Rangers via San Jose)  | Berna (LNA)                    |
| 180 | Chris Holt (P)                 | Stati Uniti | New York Rangers (da Los Angeles)              | USA Hockey NTDP (NAHL)         |
| 181 | Johan Andersson (C)            | Svezia      | Chicago Blackhawks                             | Troja-Ljungby (Elitserien)     |
| 182 | Bruno Gervais (D)              | Canada      | New York Islanders                             | Acadie-Bathurst Titan (QMJHL)  |
| 183 | Nate Thompson (C)              | Stati Uniti | Boston Bruins                                  | Seattle Thunderbirds (WHL)     |
| 184 | Dragan Umicevic (AS)           | Svezia      | Edmonton Oilers                                | Södertälje SK (Elitserien)     |
| 185 | Francis Wathier (AS)           | Canada      | Dallas Stars (da Washington)                   | Hull Olympiques (QMJHL)        |
| 186 | Drew Miller (AS)               | Stati Uniti | Mighty Ducks of Anaheim                        | River City Lancers (USHL)      |
| 187 | Miroslav Kopřiva (P)           | Rep. Ceca   | Minnesota Wild                                 | Rytíři Kladno (Extraliga)      |
| 188 | Mark Flood (D)                 | Canada      | Montreal Canadiens (da Toronto)                | Peterborough Petes (OHL)       |
| 189 | Jonathan Lehun (C)             | Stati Uniti | St. Louis Blues                                | St. Cloud State Huskies (WCHA) |
| 190 | Chad Brownlee (D)              | Canada      | Vancouver Canucks                              | Vernon Vipers (BCHL)           |
| 191 | Rejean Beauchemin (P)          | Canada      | Philadelphia Flyers                            | Prince Albert Raiders (WHL)    |
| 192 | Doug O'Brien (D)               | Canada      | Tampa Bay Lightning (da Tampa Bay via Florida) | Hull Olympiques (QMJHL)        |
| 193 | Ville Hostikka (P)             | Finlandia   | Philadelphia Flyers (da Colorado)              | SaiPa (SM-liiga)               |
| 194 | Stefan Blom (D)                | Svezia      | Detroit Red Wings                              | Hammarby (Elitserien)          |
| 195 | Drew Bagnall (D)               | Canada      | Dallas Stars (da Dallas via Atlanta)           | Battlefords North Stars (SJHL) |
| 196 | Elias Granath (D)              | Svezia      | Dallas Stars (da Ottawa)                       | Leksand (Elitserien)           |
| 197 | Jason Smith (P)                | Canada      | New Jersey Devils                              | Lennoxville Cougars (QJAAAHL)  |

### Settimo giro
| #   | Giocatore                    | Nazionalità | Squadra NHL                                     | Squadra di provenienza            |
| --- | ---------------------------- | ----------- | ----------------------------------------------- | --------------------------------- |
| 198 | Shay Stephenson (AS)         | Canada      | Carolina Hurricanes                             | Red Deer Rebels (WHL)             |
| 199 | Andy Chiodo (P)              | Canada      | Pittsburgh Penguins                             | St. Michael's Majors (OHL)        |
| 200 | Aleksandr Gus'kov (D)        | Russia      | Columbus Blue Jackets                           | Lok. Jaroslavl’ (RSL)             |
| 201 | Jonathan Tremblay (AD)       | Canada      | San Jose Sharks (da Florida)                    | Acadie-Bathurst Titan (QMJHL)     |
| 202 | Nathan Paetsch (D)           | Canada      | Buffalo Sabres                                  | Moose Jaw Warriors (WHL)          |
| 203 | Denis Loginov (C)            | Russia      | Atlanta Thrashers (da San Jose)                 | Ak Bars Kazan’ (RSL)              |
| 204 | Linus Videll (AS)            | Svezia      | Colorado Avalanche (da Nashville)               | Södertälje SK (Elitserien)        |
| 205 | Joe Pavelski (C)             | Stati Uniti | San Jose Sharks (da Atlanta via Philadelphia)   | Waterloo Black Hawks (USHL)       |
| 206 | Thomas Bellemare (D)         | Canada      | Calgary Flames                                  | D.ville Voltigeurs (QMJHL)        |
| 207 | Grigorij Mišarin (D)         | Russia      | Minnesota Wild (da Montreal)                    | Avtomobilist (RSL)                |
| 208 | Randall Gelech (AD)          | Canada      | Phoenix Coyotes                                 | Kelowna Rockets (WHL)             |
| 209 | Dylan Reese (D)              | Stati Uniti | New York Rangers                                | Pittsburgh Forge (NAHL)           |
| 210 | Andrej Muchačëv (D)          | Russia      | Nashville Predators (da Los Angeles)            | CSKA Mosca (RSL)                  |
| 211 | Mike Brodeur (P)             | Canada      | Chicago Blackhawks                              | Camrose Kodiaks (AJHL)            |
| 212 | Denis Rehák (D)              | Slovacchia  | New York Islanders                              | Dukla Trenčín (Extraliga)         |
| 213 | Miroslav Hanuljak (P)        | Rep. Ceca   | Nashville Predators (da Boston via Los Angeles) | Litvínov (Extraliga)              |
| 214 | Kyle Brodziak (C)            | Canada      | Edmonton Oilers                                 | Moose Jaw Warriors (WHL)          |
| 215 | Mathieu Roy (D)              | Canada      | Edmonton Oilers                                 | Val-d'Or Foreurs (QMJHL)          |
| 216 | Kai Hospelt (C)              | Germania    | San Jose Sharks                                 | Kölner Haie (DEL)                 |
| 217 | Oskari Korpikari (D)         | Finlandia   | Montreal Canadiens (da Washington)              | Oulun Kärpät (SM-liiga)           |
| 218 | Brendan O'Connell (C)        | Canada      | Mighty Ducks of Anaheim                         | Northern Michigan Wildcats (CCHA) |
| 219 | Matt Dziadecki (C)           | Canada      | Minnesota Wild                                  | Vancouver Giants (WHL)            |
| 220 | Jeremy Williams (C)          | Canada      | Toronto Maple Leafs                             | Swift Current Broncos (WHL)       |
| 221 | Evgenij Skačkov (AS)         | Russia      | St. Louis Blues                                 | Kapitan Stupino (RSL)             |
| 222 | François-Pierre Guénette (C) | Canada      | Vancouver Canucks                               | Halifax Mooseheads (QMJHL)        |
| 223 | Dany Roussin (AS)            | Canada      | Florida Panthers (da Philadelphia)              | Rimouski Océanic (QMJHL)          |
| 224 | Gerald Coleman (P)           | Stati Uniti | Tampa Bay Lightning                             | London Knights (OHL)              |
| 225 | Brett Hemingway (AD)         | Canada      | Colorado Avalanche                              | Coquitlam Express (BCHL)          |
| 226 | Tomas Kollar (AS)            | Svezia      | Detroit Red Wings                               | Hammarby (Elitserien)             |
| 227 | Jay Rosehill (AS)            | Canada      | Tampa Bay Lightning (da Dallas)                 | Olds Grizzlys (AJHL)              |
| 228 | Will Colbert (D)             | Canada      | Ottawa Senators                                 | Ottawa 67's (OHL)                 |
| 229 | Stephen Dixon (C)            | Canada      | Pittsburgh Penguins (da New Jersey)             | CB Screaming Eagles (QMJHL)       |

### Ottavo giro
| #   | Giocatore               | Nazionalità | Squadra NHL                           | Squadra di provenienza                 |
| --- | ----------------------- | ----------- | ------------------------------------- | -------------------------------------- |
| 230 | Jamie Hoffmann (C)      | Stati Uniti | Carolina Hurricanes                   | Des Moines Buccaneers (USHL)           |
| 231 | Matt Zaba (P)           | Canada      | Los Angeles Kings                     | Vernon Vipers (BCHL)                   |
| 232 | Joe Jensen (AD)         | Stati Uniti | Pittsburgh Penguins                   | St. Cloud State Huskies (WCHA)         |
| 233 | Mathieu Gravel (AS)     | Canada      | Columbus Blue Jackets                 | Shawinigan Cataractes (QMJHL)          |
| 234 | Petr Kadlec (D)         | Rep. Ceca   | Florida Panthers                      | Slavia Praga (Extraliga)               |
| 235 | Jeff Weber (P)          | Canada      | Buffalo Sabres                        | Plymouth Whalers (OHL)                 |
| 236 | Alexander Hult (C)      | Svezia      | San Jose Sharks                       | HV71 (Elitserien)                      |
| 237 | Shaun Landolt (AD)      | Canada      | Toronto Maple Leafs (da Nashville)    | Calgary Hitmen (WHL)                   |
| 238 | Cody Blanshan (D)       | Stati Uniti | New York Islanders                    | UNO Mavericks (CCHA)                   |
| 239 | Tobias Enström (D)      | Svezia      | Atlanta Thrashers                     | MODO (Elitserien)                      |
| 240 | Cam Cunning (AS)        | Canada      | Calgary Flames                        | Kamloops Blazers (WHL)                 |
| 241 | Jimmy Bonneau (AS)      | Canada      | Montreal Canadiens                    | P.E.I. Rocket (QMJHL)                  |
| 242 | Eduard Lewandowski (AD) | Germania    | Phoenix Coyotes                       | Kölner Haie (DEL)                      |
| 243 | Jan Marek (C)           | Rep. Ceca   | New York Rangers                      | Oceláři Trinec (Extraliga)             |
| 244 | Mike Sullivan (C)       | Canada      | Los Angeles Kings                     | Stouffville Spirit (OJHL)              |
| 245 | Dustin Byfuglien (D)    | Stati Uniti | Chicago Blackhawks                    | Prince George Cougars (WHL)            |
| 246 | Igor' Volkov (AD)       | Russia      | New York Islanders                    | Salavat Julaev (RSL)                   |
| 247 | Benoît Mondou (C)       | Canada      | Boston Bruins                         | Shawinigan Cataractes (QMJHL)          |
| 248 | Josef Hrabal (D)        | Rep. Ceca   | Edmonton Oilers                       | VHK Vsetín (Extraliga)                 |
| 249 | Andrew Joudrey (C)      | Canada      | Washington Capitals                   | Notre Dame Hounds (SJHL)               |
| 250 | Shane O'Brien (D)       | Canada      | Mighty Ducks of Anaheim               | Kingston Frontenacs (OHL)              |
| 251 | Mathieu Melanson (AS)   | Canada      | Minnesota Wild                        | Chic. Saguenéens (QMJHL)               |
| 252 | Sergej Topol' (C)       | Russia      | Vancouver Canucks (da Toronto)        | Avangard Omsk (RSL)                    |
| 253 | Andrej Pervyšin (D)     | Russia      | St. Louis Blues                       | Lok. Jaroslavl’ (RSL)                  |
| 254 | Nathan McIver (D)       | Canada      | Vancouver Canucks                     | St. Michael's Majors (OHL)             |
| 255 | Raimonds Danilics (A)   | Lettonia    | Tampa Bay Lightning (da Philadelphia) | Stalkers Juniors Daugavpils (Lettonia) |
| 256 | Brady Greco (D)         | Stati Uniti | Tampa Bay Lightning                   | Chicago Steel (USHL)                   |
| 257 | Darryl Yacboski (D)     | Canada      | Colorado Avalanche                    | Regina Pats (WHL)                      |
| 258 | Vladimir Kútny (AS)     | Slovacchia  | Detroit Red Wings                     | Québec Remparts (QMJHL)                |
| 259 | Niko Vainio (D)         | Finlandia   | Dallas Stars                          | Jokerit (SM-liiga)                     |
| 260 | Ossi Louhivaara (D)     | Finlandia   | Ottawa Senators                       | KooKoo (SM-liiga)                      |
| 261 | Joey Tenute (C)         | Canada      | New Jersey Devils                     | Sarnia Sting (OHL)                     |

### Nono giro
| #   | Giocatore                  | Nazionalità | Squadra NHL                                             | Squadra di provenienza                        |
| --- | -------------------------- | ----------- | ------------------------------------------------------- | --------------------------------------------- |
| 262 | Ryan Rorabeck (C)          | Canada      | Carolina Hurricanes                                     | St. Michael's Majors (OHL)                    |
| 263 | Matt Moulson (AS)          | Canada      | Pittsburgh Penguins                                     | Cornell Big Red (ECAC)                        |
| 264 | John Hecimovic (AD)        | Canada      | Florida Panthers (da Columbus)                          | Sarnia Sting (OHL)                            |
| 265 | Tanner Glass (A)           | Canada      | Florida Panthers                                        | Dartmouth Big Green (ECAC)                    |
| 266 | Louis Philippe Martin (AD) | Canada      | Buffalo Sabres                                          | Baie-Comeau Drakkar (QMJHL)                   |
| 267 | Brian O'Hanley (D)         | Stati Uniti | San Jose Sharks                                         | Boston College Eagles (Hockey East)           |
| 268 | Lauris Dārziņš (AS)        | Lettonia    | Nashville Predators                                     | Lukko Rauma (SM-liiga)                        |
| 269 | Rylan Kaip (C)             | Canada      | Atlanta Thrashers                                       | Notre Dame Hounds (SJHL)                      |
| 270 | Kevin Harvey (AS)          | Canada      | Calgary Flames                                          | Georgetown Raiders (OJHL)                     |
| 271 | Jaroslav Halák (P)         | Slovacchia  | Montreal Canadiens                                      | Slovan Bratislava (Extraliga)                 |
| 272 | Sean Sullivan (D)          | Stati Uniti | Phoenix Coyotes                                         | Saint Sebastian's School (USHS-Massachusetts) |
| 273 | Albert Višnjakov (AS)      | Russia      | Tampa Bay Lightning (da NY Rangers via Pittsburgh)      | Ak Bars Kazan’ (RSL)                          |
| 274 | Martin Guerin (AD)         | Stati Uniti | Los Angeles Kings                                       | Des Moines Buccaneers (USHL)                  |
| 275 | Michael Grenzy (D)         | Stati Uniti | Chicago Blackhawks                                      | Chicago Steel (USHL)                          |
| 276 | Carter Lee (A)             | Stati Uniti | San Jose Sharks (da NY Islanders via Florida e Chicago) | Canterbury High School (USHS-Connecticut)     |
| 277 | Kevin Regan (P)            | Stati Uniti | Boston Bruins                                           | Saint Sebastian's School (USHS-Massachusetts) |
| 278 | Troy Bodie (AD)            | Canada      | Edmonton Oilers                                         | Kelowna Rockets (WHL)                         |
| 279 | Mark Olafson (AD)          | Canada      | Washington Capitals (da Washington via Ottawa)          | Kelowna Rockets (WHL)                         |
| 280 | Ville Mäntymaa (D)         | Finlandia   | Mighty Ducks of Anaheim                                 | Tappara (SM-liiga)                            |
| 281 | Jean-Michel Bolduc (D)     | Canada      | Minnesota Wild                                          | Québec Remparts (QMJHL)                       |
| 282 | Chris Porter (C)           | Stati Uniti | Chicago Blackhawks (da Toronto)                         | Lincoln Stars (USHL)                          |
| 283 | Trevor Hendrikx (D)        | Canada      | Columbus Blue Jackets (da Los Angeles)                  | Peterborough Petes (OHL)                      |
| 284 | Juhamatti Aaltonen (AS)    | Finlandia   | St. Louis Blues                                         | Oulun Kärpät (SM-liiga)                       |
| 285 | Waqas Khan (C)             | Canada      | Vancouver Canucks                                       | Seattle Thunderbirds (WHL)                    |
| 286 | Zbyněk Hrdel (C)           | Rep. Ceca   | Tampa Bay Lightning (da Philadelphia)                   | Rimouski Océanic (QMJHL)                      |
| 287 | Nick Tarnasky (C)          | Canada      | Tampa Bay Lightning                                     | Lethbridge Hurricanes (WHL)                   |
| 288 | David Jones (AD)           | Canada      | Colorado Avalanche                                      | Coquitlam Express (BCHL)                      |
| 289 | Mikael Johansson (C)       | Svezia      | Detroit Red Wings                                       | Arvika HC (Elitserien)                        |
| 290 | Loïc Burkhalter (C)        | Svizzera    | Phoenix Coyotes (da Dallas)                             | Ambrì-Piotta (LNA)                            |
| 291 | Brian Elliott (P)          | Canada      | Ottawa Senators                                         | Ajax Axemen (OJHL)                            |
| 292 | Arsenij Bondarev (AS)      | Russia      | New Jersey Devils                                       | Lok. Jaroslavl’ (RSL)                         |

## Selezioni classificate per nazionalità
| Pos. | Paese        | Selezioni |
|      | Nord America | 187       |
| ---- | ------------ | --------- |
| 1    | Canada       | 126       |
| 2    | Stati Uniti  | 61        |
|      | Europa       | 105       |
| 3    | Russia       | 30        |
| 4    | Rep. Ceca    | 18        |
| 5    | Svezia       | 18        |
| 6    | Finlandia    | 13        |
| 7    | Slovacchia   | 10        |
| 8    | Svizzera     | 5         |
| 9    | Germania     | 4         |
| 10   | Bielorussia  | 2         |
| 10   | Lettonia     | 2         |
| 12   | Austria      | 1         |
| 12   | Kazakistan   | 1         |
| 12   | Polonia      | 1         |